# ФК Јагјелоња Бјалисток
ФК Јагјелоња Бјалисток (пољ. Jagiellonia Białystok), често правописно неправилно као „Јагелонија”, јесте пољски фудбалски клуб из Бјалистока. Добио је назив по династији Јагјелоњовића, а екипу је основала пољска војска. Био је успешан 80-их година 20. века, а 2010. је освојио Куп и Суперкуп Пољске. Били су умешани у корупцију 2005. Постали су прволигаши 2007, где играју и сада.
Јагјелоња је у сезони 2010/11. по први пут играла у европском такмичењу, Лиги Европе, где је у 3. колу кв. поражена од Ариса.

## Успеси
- Екстракласа
  - Првак (1): 2024
  - Друго место (2): 2017, 2018.
  - Треће место (2): 2015, 2025.
- Друга лига Пољске
  - Првак (1): 1987.
  - Други (2): 1992., 2007.
- Куп Пољске
  - Освајач (1): 2010.
  - Финалиста (2): 1989., 2019.
- Суперкуп Пољске
  - Освајач (2): 2010, 2024.

## Играчи

### Тренутни тим
24. јул 2025.
- Тренутни тим - 2025

## Некадашњи познати играчи
| - Томаш Франковски - Бартломеј Дронговски - Јацек Горалски - Михал Паздан - Радослав Соболевски - Камил Гросицки - Марцин Буркхардт - Томас Валдоцх - Гжегож Шамотулски - Рафаел Гикјевич - Григорије Сандомјерски - Марцин Пацан - Игор Левчук - Дариуш Латка - Шимон Матушек - Тукаш Тумич |  | - Рафал Гекевич - Криштоф Крол - Златан Аломеровић - Вук Сотировић - Павол Стањо - Тијаго Чонек - Ермес - Роднеи - Евертон - Алексис Норамбуена - Марко Рајх - Енсар Арифовић - Лука Пејовић - Младен Кашћелан - Дамир Кајошевић - Беким Балај |  | - Гиорги Попкхадзе - Андриуш Скерла - Тадас Кианскас |

## ФК Јагјелоња у европским такмичењима
| Сезона   | Такмичење   | Коло        | Клуб             | Дом. | Гост | Укупно |
| -------- | ----------- | ----------- | ---------------- | ---- | ---- | ------ |
| 2010/11. | Лига Европе | 3. коло кв. | Арис Солун       | 1:2  | 2:2  | 3:4    |
| 2011/12. | Лига Европе | 1. коло кв. | Иртиш Павлодар   | 1:0  | 0:2  | 1:2    |
| 2015/16. | Лига Европе | 1. коло кв. | Круоја Пакруојис | 8:0  | 1:0  | 9:0    |
| 2015/16. | Лига Европе | 2. коло кв. | Омонија          | 0:0  | 0:1  | 0:1    |
| 2017/18. | Лига Европе | 1. коло кв. | Динaмo Бaтуми    | 4:0  | 1:0  | 5:0    |
| 2017/18. | Лига Европе | 2. коло кв. | Габала           | 0:2  | 1:1  | 1:3    |
| 2018/19. | Лига Европе | 2. коло кв. | Рио Аве          | 1:0  | 4:4  | 5:4    |
| 2018/19. | Лига Европе | 3. коло кв. | Гент             | 0:1  | 1:3  | 1:4    |